# Municipio de Vanegas
El municipio de Vanegas es uno de los 59 municipios que constituyen el estado mexicano de San Luis Potosí. Se encuentra localizado al norte del estado y aproximadamente a 256 kilómetros de la ciudad de San Luis Potosí. Cuenta con una extensión territorial de 2805.75 km². Su nombre se debe a la antigua Hacienda San Juan de Banegas, al pasar los años era muy común que se refiriera a ella como Banegas o Vanegas, debido al uso, se elevó como municipio con el nombre de Vanegas.

## Descripción geográfica

### Ubicación
Vanegas se localiza al norte del estado entre las coordenadas geográficas 23° 53’ de latitud norte, y 100º 57’ de longitud oeste; a una altitud media de 1730 metros sobre el nivel del mar.
El municipio limita al sur con el municipio de Catorce; al sureste con el municipio de Cedral; al oeste con los municipios de Mazapil y Concepción del Oro, ambos del estado de Zacatecas; al norte con el municipio de Galeana y al este con el municipio de Doctor Arroyo, estos dos últimos del estado de Nuevo León.

### Orografía e hidrografía
Generalmente posee un territorio plano, posee algunos montes al sureste del municipio como el cerro Potrillos, la cañada La Calera, el Quije, la loma Alvardierta, las Calandrias y el cerro Grande. Sus suelos se formaron en la era Mesozoica, y su uso principalmente es ganadero, forestal y agrícola. El municipio pertenece a la región hidrológica El Salado. Sus recursos hidrológicos son escasos, no posee ríos o arroyos de importancia, sin embargo cuenta con mantos acuíferos, los cuales son destinados para uso doméstico y para la agricultura y ganadería.

### Clima
Su clima al este y al oeste es seco templado; al centro y de norte a sur presenta seco semicálido, no posee cambio térmico invernal bien definido. La temperatura media anual es de 17,8°C, la máxima se registra en el mes de julio (41 °C) y la mínima se registra en enero (11 °C). El régimen de lluvias se registra en el verano, contando con una precipitación media de 289,6 milímetros.
Según la clasificación climática de Köppen el clima de Vanegas corresponde a la categoría BSk, (semiárido frío o estepario).

## Demografía
La población total del municipio de Vanegas es de 7557 habitantes, lo que representa un decrecimiento promedio de -0.45 % anual en el período 2010-2020 sobre la base de los 7902 habitantes registrados en el censo anterior. Al año 2020 la densidad del municipio era de 2,699 hab/km².
| Gráfica de evolución demográfica de Municipio de Vanegas entre 2000 y 2020 |
|                                                                            |
| Fuente: Instituto Nacional de Estadística Geografía e Informática          |

En el año 2010 estaba clasificado como un municipio de grado medio de vulnerabilidad social, con el 17.63% de su población en estado de pobreza extrema.
La población del municipio está mayoritariamente alfabetizada (10.89% de personas analfabetas al año 2010), con un grado de escolarización en torno de los 6 años. Solo el 1.03% de la población se reconoce como indígena.
El 89.64% de la población profesa la religión católica. El 5.23% adhiere a las iglesias Protestantes, Evangélicas y Bíblicas.

### Localidades
Según el censo de 2010, la población del municipio se distribuía entre 43 localidades, de las cuales 40 eran pequeños núcleos urbanos de menos de 500 habitantes.
Las localidades con mayor número de habitantes y su evolución poblacional son:
| Localidad                       | Población 2010 | Población 2020 |
| Total Municipio                 | 7902           | 7557           |
| El Tepetate                     | 913            | 780            |
| Huertecillas                    | 320            | 334            |
| La Punta (San José de la Punta) | 356            | 322            |
| San Juan de Vanegas             | 253            | 290            |
| San Vicente                     | 255            | 261            |
| Vanegas (Cabecera municipal)    | 2728           | 2484           |
| Vanegas de Abajo                | 368            | 368            |
| Zaragoza (La Vaca)              | 554            | 566            |

## Educación y salud
En 2010, el municipio contaba con escuelas preescolares, primarias, secundarias y una escuelas de educación media (bachillerato). Contaba con 8 unidades destinadas a la atención de la salud, con un total de 10 personas como personal médico.

El 29.4% de la población, (2390 personas), no habían completado la educación básica, carencia social conocida como rezago educativo. El 16.3%, (1320 personas), carecían de acceso a servicios de salud.

## Economía
Según los datos relevados en 2010, 1820 personas desarrollaban su actividad en el sector primario (agricultura, ganadería, aprovechamiento forestal, pesca y caza). Este sector concentraba más de la mitad de las 2670 personas que ese año formaban la población económicamente activa del municipio. En segundo lugar, 162 personas estaban ocupadas en el comercio minorista.
Según el número de unidades activas relevadas en 2019, los sectores más dinámicos son el comercio minorista, la elaboración de productos manufacturados, y en menor medida la prestación de servicios de alojamiento temporal y de preparación de alimentos y bebidas.

## Cultura

### Sitios de interés
- Templo parroquial.
- Manantial termal.
- Cerro de Guanache.
- Grutas los Riscos.

### Fiestas
Fiestas civiles
- Aniversario de la Independencia de México: 16 de septiembre.
- Aniversario de la Revolución mexicana: El 20 de noviembre.

Fiestas religiosas
- Semana Santa: Jueves y Viernes Santo.
- Día de la Santa Cruz: 3 de mayo.
- Fiesta en honor de la Virgen de Guadalupe: 12 de diciembre.
- Día de Muertos: 2 de noviembre.
- Fiesta patronal en honor al Sagrado Corazón de Jesús: 15 de junio.

## Lugar de rodajes
Filmaron ahí las películas El Infierno y La mexicana, además del rodaje de la primera temporada de Los Héroes del Norte.[cita requerida]

## Gobierno
Su forma de gobierno es democrática y depende del gobierno estatal y federal; se realizan elecciones cada 3 años, en donde se elige al presidente municipal y su gabinete. El actual presidente es el C. Josue Antonio García Rodríguez, Admon. 2018 - 2021

### Personajes ilustres
- María Francisca de la Gándara de Calleja, virreina de la Nueva España